# Fritz Straßner
Fritz Straßner (auch Strassner), Geburtsname Fritz Pfeifer (* 23. November 1919 in München; † 7. Februar 1993 ebenda), war ein deutscher Schauspieler, der in erster Linie durch seine Rollen als bayerischer Volksschauspieler bekannt wurde.

## Leben
Straßner kam 1919 als unehelicher Sohn eines Schuhvertreters und einer Näherin zur Welt. Erst als die Eltern 1929 heiraten konnten, wurde der Nachname in „Straßner“ geändert. Als Straßner ein knappes Jahr alt war, übersiedelten seine Eltern mit ihm von München nach Ottobrunn, wo er bis an sein Lebensende wohnte. In Ottobrunn besuchte Straßner vier Jahre lang die Waldschule, danach in München sechs Jahre lang die Städtische Höhere Handelsschule für Knaben und drei Jahre lang die Luitpold-Oberrealschule.
Schon mit elf Jahren, nach seinem ersten Theaterbesuch, wollte Straßner Schauspieler werden. Ende der 1930er-Jahre begann er Schauspielunterricht in München zu nehmen, wurde aber bald zum Kriegsdienst bei der Kriegsmarine eingezogen. Seinen ersten öffentlichen Auftritt hatte er nach dem Ende des Zweiten Weltkrieges in dem Shakespeare-Stück Macbeth in den Kammerspielen. Mit seiner sonoren und markanten Stimme war er vom Ende der 1940er Jahre bis 1970 fast ausschließlich im Hörfunk-, Hörspiel- und Off-Sprecher beim Bayerischen Rundfunk (BR) tätig. In der ARD-Hörspieldatenbank sind rund 400 Hörspiele mit Fritz Straßner, zumeist vom BR, verzeichnet. Er erhielt den Beinamen „Die Stimme Bayerns“.1982 wurde er in Bayern zum „Staatsschauspieler“ ernannt und erhielt die Ludwig-Thoma-Medaille.
Nach und nach folgten auch Rollen in Filmen und Fernsehserien, darunter Sendungen wie Herr Hesselbach und...,  Münchner Geschichten, Die seltsamen Methoden des Franz Josef Wanninger oder Komödienstadel, wo er mit anderen Volksschauspielern wie Gustl Bayrhammer, Beppo Brem und Erni Singerl spielte. Der viel beschäftigte Schauspieler war auch weiterhin auf den Münchner Bühnen sehr präsent. 1984 spielte er in Peter Zadeks Inszenierung von Henrik Ibsens „Baumeister Solness“ den Doktor Herdal. In über 700 Vorstellungen spielte er von 1975 bis 1993 die Hauptrolle in dem Volksstück Der Brandner Kaspar und das ewig’ Leben im Residenztheater.

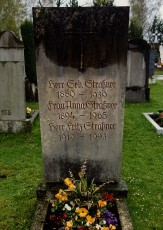
Das Familiengrab der Straßners

Ein 1967 diagnostizierter Diabetes veränderte Fritz Straßners Leben. Der übergewichtige Schauspieler stellte daraufhin seine Ernährung komplett um. Innerhalb eines Jahres verlor er 30 Kilo, danach nahm er weitere zehn Kilo ab. Diese körperliche Veränderung wirkte sich auch auf sein Rollenprofil aus. Fortan wurde er mehr als feiner Herr besetzt, denn als polternder Grobian. Straßner arbeitete in seiner Freizeit im Garten und war passionierter Wanderer. Bis zu 15 km lange Wanderungen unternahm er.
In Meister Eder und sein Pumuckl spielte er den schwerhörigen Stammtischbruder Herr Lederer. Schon in den neuen Hörspielen hatte er u. a. Eders Stammtischbrüder Bernbacher und Schmitt, den Kunden Herr Gerstl und den Mechaniker Herr Schrader gespielt; seinen ersten Auftritt hatte er in der alten Reihe mit Alfred Pongratz als Meister Eder in Der Blutfleck auf dem Stuhl als Antiquitätenhändler Herr Grainer gehabt, alle anderen Rollen waren erst in der neuen Reihe eingesprochen worden und entstammten ursprünglich von Gustl Bayrhammer, Alexander Malachowsky, Olf Fischer und Karl Tischlinger. Beim Urmel aus dem Eis war Straßner der Erzähler.
Fritz Straßner erkrankte 1990 an Krebs, wurde mehrmals operiert, arbeitete dazwischen aber weiter. Nach und nach fühlte er sich besser, am Morgen des 7. Februar 1993 starb Straßner jedoch im Alter von 73 Jahren. Er wurde im Familiengrab auf dem Friedhof in Unterhaching beigesetzt. Er ruht neben seiner Mutter Anna (1894–1965) und seinem Vater Sebastian (1880–1939).

## Auszeichnungen und Ehrungen
- 1981: Bayerischer Poetentaler
- 1982: Bayerischer Staatsschauspieler
- 1982: Ludwig-Thoma-Medaille der Stadt München
- In Ottobrunn gibt es einen Fritz-Straßner-Weg

## Filmografie (Auswahl)

### Filme
- 1956: Die fröhliche Wallfahrt
- 1957: Zwei Bayern im Urwald
- 1957: Heiraten verboten
- 1960: Der Schleier fiel…
- 1962: Der G’wissenswurm
- 1962: Blut am Boden
- 1964: Interpol (Fernsehreihe) – Folge 4: Die Dame mit dem Spitzentuch
- 1964: Die Verbrecher
- 1965: Die Pfingstorgel
- 1966: Die Ermittlung
- 1966: Endkampf
- 1966: Das Bohrloch oder Bayern ist nicht Texas
- 1967: Kurzer Prozeß
- 1967: Der Röhm-Putsch
- 1969: Nur der Freiheit gehört unser Leben
- 1973: Der Mensch Adam Deigl und die Obrigkeit
- 1973: Steig ein und stirb
- 1974: Tatort: 3:0 für Veigl
- 1974: Josef Filser
- 1975: Der Brandner Kaspar und das ewig’ Leben
- 1977: Das Schlangenei; Regie: Ingmar Bergman
- 1977: Sachrang
- 1979: Die Münze
- 1979: Anton Sittinger
- 1979: Der Ruepp
- 1980: Die Undankbare
- 1983: Der Glockenkrieg; Fernsehfilm
- 1987: Ein Stück vom Glück
- 1992: Ein Engel für Felix

### Fernsehserien
- 1961–1963: Funkstreife Isar 12 (18 Folgen)
- 1963–1968: Das Kriminalmuseum (3 Folgen)
- 1962–1987: Der Komödienstadel (10 Folgen)
  - 1962: Das Dienstjubiläum
  - 1963: Der Schusternazi
  - 1964: Die Tochter des Bombardon
  - 1964: Die Entwicklungshilfe
  - 1965: Die Stadterhebung
  - 1969: Witwen
  - 1972: Josef Filser
  - 1973: Die kleine Welt
  - 1982: Die Tochter des Bombardon
  - 1987: Doppelselbstmord
- 1963–1964: Interpol (Fernsehserie) :
  - 1963: Der Trick mit dem Schlüssel
  - 1963: Herz ist Trumpf
  - 1964: Die Dame mit dem Spitzentuch
- 1964: Das Kriminalmuseum: Akte Dr. W.
- 1964: Das Kriminalmuseum: Der Fahrplan
- 1965: Der Nachtkurier meldet – Bauherr Norske will keine Babys
- 1965: Die fünfte Kolonne – Besuch von drüben
- 1965–1970: Die seltsamen Methoden des Franz Josef Wanninger
- 1966–1967: Herr Hesselbach und … (9 Folgen)
- 1967: Auf gut Bairisch
- 1969–1971: Königlich Bayerisches Amtsgericht (13 Folgen)
- 1973–1975: Mordkommission (5 Folgen)
- 1974: Tatort – 3:0 für Veigl
- 1974–1975: Münchner Geschichten
- 1975–1985: Derrick (5 Folgen)
- 1978–1982: Die unsterblichen Methoden des Franz Josef Wanninger
- 1979: Die Protokolle des Herrn M. (12 Folgen)
- 1979–1986: Der Alte (3 Folgen)
- 1981: Der Gerichtsvollzieher
- 1988–1989: Meister Eder und sein Pumuckl (2 Folgen)
- 1983: Monaco Franze – Der ewige Stenz (1 Folge)
- 1983–1991: Weißblaue Geschichten (7 Folgen)
- 1983–1986: Polizeiinspektion 1 (5 Folgen)
- 1984: Franz Xaver Brunnmayr (4 Folgen)
- 1987: Hans im Glück (Mini-Serie)
- 1987: Zur Freiheit
- 1987–1991: Die glückliche Familie (42 Folgen)
- 1988: Die Schwarzwaldklinik (1 Folge)
- 1989: Josef Filser
- 1990: Heidi und Erni (6 Folgen)
- 1991, 1993: Forsthaus Falkenau (2 Folgen)
- 1993: Ein Bayer auf Rügen (9 Folgen)
- 1993: Ora et labora (Mini-Serie)

## Hörspiele (Auswahl)
- 1951: Molière: Der eingebildete Kranke. (Thomas Diafoirus) – Regie: Walter Ohm (BR)
- 1952: Nikolai Gogol: Der Revisor. (Polizeileutnant) – Regie: Walter Ohm (BR)
- 1953: Carl Zuckmayer: Ulla Winblad oder Musik und Leben des Carl Michael Bellmann. – Regie: Walter Ohm (BR/RB/SWF)
- 1954: Leonhard Frank: Die Ursache. (Gefängniswärter) – Regie: Walter Ohm (BR)
- 1959: Francis Durbridge: Paul Temple und der Conrad-Fall (8 Teile) (Inspektor Ullersberg) – Regie: Willy Purucker (BR)
- 1961: Georges Simenon: Maigret und der gelbe Hund. Bearbeitung: Gert Westphal. Regie: Heinz-Günter Stamm (BR) Der Audio Verlag 2005, ISBN 3-89813-390-7.
- 1961: Roderick Wilkinson: Der grosse Fang. – Regie:Fritz Benscher (BR) – CD Pidax.
- 1969: Justin Schröder: Auf geht's beim Schichtl! (August Schichtl) – Regie: Olf Fischer (Original-Hörspiel – BR)